# Siem Reap
Siem Reap (tiếng Khmer: ក្រុងសៀមរាប, phát âm [siəm riəp]; tiếng Thái: เสียมราฐ, trong tiếng Việt cũng viết theo phiên âm là Xiêm Riệp) là thành phố tỉnh lỵ tỉnh Siem Reap, nằm ở tây bắc Campuchia. Địa danh này theo tiếng Khmer nghĩa là "Xiêm bại trận". Đây là một thành phố rất hút khách du lịch vì vị trí của nó nằm ở cửa ngõ vào khu vực quần thể Angkor.
Siem Reap có nhiều kiến trúc kiểu thuộc địa và kiểu Tàu nằm trong khu phố Tây, quanh chợ cũ. Thành phố có sân khấu biểu diễn điệu múa Apsara, các cửa hàng thủ công, các nông trại nuôi tằm và các cánh đồng lúa của vùng nông thôn và làng chài, tràm chim gần hồ Tonlé Sap. Ngày nay, Siem Reap là một điểm đến nổi tiếng của du khách với nhiều khách sạn và nhà hàng. Các khách sạn nhà hàng nhỏ nằm quanh khu chợ cũ, các cơ sở lớn thì nằm ở giữa sân bay Quốc tế Angkor và dọc theo Quốc lộ 6. Thành phố có sân bay Quốc tế Angkor nối đến các thành phố khác trong khu vực châu Á, trong đó có Việt Nam, chủ yếu phục vụ du khách tham quan di sản thế giới Angkor Wat.

## Lịch sử
Cái tên "Siem Reap" có nghĩa là "Xiêm bại trận", và thường được xem như một sự ám chỉ trong một cuộc xung đột nhiều thế kỷ giữa vương quốc Xiêm và Khmer, mặc dù điều này có lẽ là không có thật. Theo truyền thống truyền khẩu, vua Ang Chan (1516–1566) đã đặt tên cho thị trấn là "Siem Reap", nghĩa là "thất bại của Xiêm", sau khi ông ta đánh bại một đội quân xâm lược bởi vua Xiêm Maha Chakkraphat năm 1549. Tuy nhiên, các học giả như Michael Vickery coi thuật ngữ này chỉ đơn thuần là một từ nguyên dân gian hiện đại, và duy trì rằng tên Siem Reap và Chân Lạp (tên cũ mà Trung Quốc đặt cho khu vực này) có lẽ có liên quan, nguồn gốc thực sự của cái tên vẫn chưa được biết.
Câu chuyện truyền thống tuyên bố rằng vua Ang Chan của Campuchia đã cố gắng khẳng định sự độc lập lớn hơn từ Xiêm, mà sau đó đã trải qua những cuộc đấu tranh nội bộ. Vua Chairachathirat đã bị đầu độc chết bởi vợ lẽ của ông, Phu nhân Sri Sudachan, người đã phạm tội tà dâm với một người dân bình thường là Worawongsathirat, trong khi nhà vua đang chỉ huy một chiến dịch kháng chiến Vương quốc Chiang Mai. Sudachan sau đó lập người yêu của mình lên ngai vàng. Do căm ghét bà ta, các quý tộc Xiêm thông đồng với nhau và lừa giết cả hai người và con gái mới sinh của họ, sau đó mời Hoàng tử Thianracha lên ngai vàng tức Vua Maha Chakkraphat (1548–1569). Khi người Xiêm đang bị phân tâm bởi các vấn đề nội bộ triều đình của họ, vua Ang Chan cho rằng đây là thời cơ chín muồi để tấn công. Ông đánh chiếm thành phố Prachin Buri của Xiêm La năm 1549 và bắt rất nhiều người dân vô tội làm nô lệ. Chỉ sau đó ông mới biết được rằng ngôi kế vị đã được giải quyết và Maha Chakkraphat là người cai trị mới. Ang Chan ngay lập tức rút lui về Campuchia, đem cả những người bị bắt về cùng ông. Vua Maha Chakkraphat giận dữ vì cuộc kháng chiến không được chư hầu nào viện trợ, nhưng Miến Điện cũng đã chọn xâm lược qua Đèo Ba Chùa. Quân đội Miến Điện là mối đe dọa nghiêm trọng hơn nhiều, khi chúng đã chiếm Kanchanaburi và Suphanburi. Quân đội này cũng đã kéo quân tiến đến Ayutthaya.
Trước nguy cơ mất kinh thành, quân đội Xiêm đã đánh bại thành công quân Miến Điện, buộc chúng phải nhanh chóng rút lui qua đèo. Suy nghĩ của Maha Chakkraphat sau đó hướng sang Campuchia. Không chỉ có Ang Chan tấn công và cướp phá Prachin Buri, biến người dân thành nô lệ, nhưng ông cũng từ chối không cho Maha Chakkraphat một con voi trắng mà ông yêu cầu, từ chối ngay cả việc thần phục Xiêm. Maha Chakkraphat ra lệnh cho Hoàng tử Ong, thống đốc của Sawankhalok, dẫn đầu một đoàn quân viễn chinh để chinh phạt Ang Chan và thu hồi những người bị Ang Chan bắt giữ. Quân đội đối đầu gặp nhau, và Ang Chan đã giết Hoàng tử Ong với một phát bắn mũi tên may mắn từ lưng voi. Quân đội Xiêm sợ hãi chạy trốn, và Ang Chan được cho đã bắt sống 10.000 lính Xiêm. Để kỷ niệm chiến thắng vĩ đại của mình, Vua Ang Chan được cho là đã đặt tên cho cuộc chiến "Siem Reap", có nghĩa là "Thất bại hoàn toàn của Xiêm".
Trong thực tế, các nguồn lịch sử còn tồn tại khiến khả năng câu chuyện dân gian này xuất hiện rất khó, kể từ khi người Khmer từ bỏ kinh thành Angkor đến hơn một thế kỷ trước đó, khi một cuộc xâm lược quân sự khác từ Xiêm đã chiếm Angkor Wat. Việc Angkor thất thủ năm 1431 trùng với thời kỳ suy yếu của vương quốc Khmer, mặc dù lý do đằng sau sự bỏ rơi kinh đô này là không rõ ràng.
Từ thế kỷ XVI đến thế kỷ XIX, sự đấu tranh giữa giới quý tộc Khmer đã dẫn đến sự can thiệp định kỳ và sự lấn át của cả hai nước láng giềng lớn ở 2 phía Đông và Tây của Campuchia, Đại Việt và Xiêm La. Siem Reap, cùng với Battambang (Phra Tabong) và Sisophon, các thành phố lớn ở phía tây bắc Campuchia, dưới sự quản lý của Xiêm La và các tỉnh được gọi chung là Nội Campuchia từ 1795 đến 1907, trước khi chúng được nhượng lại cho Đông Dương thuộc Pháp. Trong thế kỷ 18, dưới sự cai trị của Vương quốc Ayutthaya, thành phố có tên tiếng Thái là là Nakhorn Siam.

### Khám phá trở lại
Siem Reap được miêu tả là "còn nhỏ hơn một ngôi làng" khi các nhà thám hiểm người Pháp như Henri Mouhot "tái khám phá" Angkor vào thế kỷ 19. Tuy nhiên, du khách châu Âu đã đến thăm di tích đền thờ sớm hơn nhiều, bao gồm cả António da Madalena vào năm 1586. Năm 1901, École française d'Extrême-Orient (EFEO; Trường học Viễn Đông của Pháp) bắt đầu liên kết lâu dài với Angkor bằng cách tài trợ cho một chuyến thám hiểm ở Xiêm để tham quan Bayon, EFEO đã chịu trách nhiệm thanh toán bù trừ và khôi phục toàn bộ khu vực này. Trong cùng năm đó, các du khách phương Tây đầu tiên đến Angkor, tổng cộng khoảng 200 người chỉ trong ba tháng. Angkor như thể "được giải cứu" khỏi rừng rậm và khẳng định được vị trí của nó trong thế giới hiện đại.
Với việc mua lại Angkor của người Pháp vào năm 1907 sau một hiệp ước Pháp-Xiêm, Siem Reap bắt đầu phát triển. Grand Hotel d'Angkor khai trương vào năm 1932 và các ngôi đền Angkor trở thành một trong những địa điểm thu hút hàng đầu châu Á cho đến cuối những năm 1960. Vào năm 1975, dân số của Siem Reap, giống như tất cả các thành phố và thị trấn Campuchia khác, đã bị Khmer Đỏ điều khiển vào vùng nông thôn.
Lịch sử gần đây của Siem Reap được tô vẽ bởi sự kinh hoàng của chế độ Khmer Đỏ tàn bạo. Kể từ cái chết của Pol Pot vào năm 1998, tuy nhiên, sự ổn định tương đối và một ngành công nghiệp du lịch trẻ hóa đã làm sống lại thành phố.
Siem Reap bây giờ phục vụ như là một thị trấn cửa ngõ đến di sản thế giới Angkor Wat. Nó là một thị trấn sôi động với các khách sạn và nhà hàng hiện đại, vẫn quản lý để bảo tồn nhiều văn hóa và truyền thống của nó. Trong những năm gần đây, thành phố đã thường xuyên được xếp hạng trong top 10 cho danh sách "Điểm đến tốt nhất" được xếp hạng bởi TripAdvisor, tạp chí Wanderlust và Travel + Leisure.

## Khí hậu
Theo phân loại khí hậu Köppen, Siem Reap có khí hậu nhiệt đới ẩm và khô. Thành phố thường nóng trong suốt cả năm, với nhiệt độ cao trung bình không bao giờ giảm xuống dưới 30 C trong bất kỳ tháng nào. Siem Reap có mùa mưa tương đối dài bắt đầu từ tháng 4 và kết thúc vào tháng 11. Mùa khô bao gồm bốn tháng còn lại. Thành phố có lượng mưa trung bình khoảng 1500 mm mỗi năm.
| Dữ liệu khí hậu của Siem Reap, Cambodia (averages: 1997-2010, extremes: 1906-2010) | Dữ liệu khí hậu của Siem Reap, Cambodia (averages: 1997-2010, extremes: 1906-2010) | Dữ liệu khí hậu của Siem Reap, Cambodia (averages: 1997-2010, extremes: 1906-2010) | Dữ liệu khí hậu của Siem Reap, Cambodia (averages: 1997-2010, extremes: 1906-2010) | Dữ liệu khí hậu của Siem Reap, Cambodia (averages: 1997-2010, extremes: 1906-2010) | Dữ liệu khí hậu của Siem Reap, Cambodia (averages: 1997-2010, extremes: 1906-2010) | Dữ liệu khí hậu của Siem Reap, Cambodia (averages: 1997-2010, extremes: 1906-2010) | Dữ liệu khí hậu của Siem Reap, Cambodia (averages: 1997-2010, extremes: 1906-2010) | Dữ liệu khí hậu của Siem Reap, Cambodia (averages: 1997-2010, extremes: 1906-2010) | Dữ liệu khí hậu của Siem Reap, Cambodia (averages: 1997-2010, extremes: 1906-2010) | Dữ liệu khí hậu của Siem Reap, Cambodia (averages: 1997-2010, extremes: 1906-2010) | Dữ liệu khí hậu của Siem Reap, Cambodia (averages: 1997-2010, extremes: 1906-2010) | Dữ liệu khí hậu của Siem Reap, Cambodia (averages: 1997-2010, extremes: 1906-2010) | Dữ liệu khí hậu của Siem Reap, Cambodia (averages: 1997-2010, extremes: 1906-2010) |
| Tháng                                                                              | 1                                                                                  | 2                                                                                  | 3                                                                                  | 4                                                                                  | 5                                                                                  | 6                                                                                  | 7                                                                                  | 8                                                                                  | 9                                                                                  | 10                                                                                 | 11                                                                                 | 12                                                                                 | Năm                                                                                |
| ---------------------------------------------------------------------------------- | ---------------------------------------------------------------------------------- | ---------------------------------------------------------------------------------- | ---------------------------------------------------------------------------------- | ---------------------------------------------------------------------------------- | ---------------------------------------------------------------------------------- | ---------------------------------------------------------------------------------- | ---------------------------------------------------------------------------------- | ---------------------------------------------------------------------------------- | ---------------------------------------------------------------------------------- | ---------------------------------------------------------------------------------- | ---------------------------------------------------------------------------------- | ---------------------------------------------------------------------------------- | ---------------------------------------------------------------------------------- |
| Cao kỉ lục °C (°F)                                                                 | 35.0 (95.0)                                                                        | 36.7 (98.1)                                                                        | 38.9 (102.0)                                                                       | 39.4 (102.9)                                                                       | 40.6 (105.1)                                                                       | 38.9 (102.0)                                                                       | 35.6 (96.1)                                                                        | 35.0 (95.0)                                                                        | 34.4 (93.9)                                                                        | 33.9 (93.0)                                                                        | 34.4 (93.9)                                                                        | 34.4 (93.9)                                                                        | 40.6 (105.1)                                                                       |
| Trung bình ngày tối đa °C (°F)                                                     | 31.7 (89.1)                                                                        | 33.5 (92.3)                                                                        | 34.9 (94.8)                                                                        | 35.8 (96.4)                                                                        | 34.8 (94.6)                                                                        | 33.6 (92.5)                                                                        | 32.9 (91.2)                                                                        | 32.4 (90.3)                                                                        | 31.7 (89.1)                                                                        | 31.5 (88.7)                                                                        | 31.2 (88.2)                                                                        | 30.6 (87.1)                                                                        | 32.9 (91.2)                                                                        |
| Trung bình ngày °C (°F)                                                            | 26.0 (78.8)                                                                        | 27.8 (82.0)                                                                        | 29.5 (85.1)                                                                        | 30.5 (86.9)                                                                        | 29.9 (85.8)                                                                        | 29.2 (84.6)                                                                        | 28.9 (84.0)                                                                        | 28.8 (83.8)                                                                        | 28.1 (82.6)                                                                        | 28.0 (82.4)                                                                        | 26.9 (80.4)                                                                        | 25.6 (78.1)                                                                        | 28.3 (82.9)                                                                        |
| Tối thiểu trung bình ngày °C (°F)                                                  | 20.4 (68.7)                                                                        | 22.4 (72.3)                                                                        | 24.1 (75.4)                                                                        | 25.4 (77.7)                                                                        | 25.4 (77.7)                                                                        | 25.1 (77.2)                                                                        | 24.9 (76.8)                                                                        | 25.1 (77.2)                                                                        | 24.7 (76.5)                                                                        | 24.5 (76.1)                                                                        | 22.6 (72.7)                                                                        | 20.7 (69.3)                                                                        | 23.8 (74.8)                                                                        |
| Thấp kỉ lục °C (°F)                                                                | 9.4 (48.9)                                                                         | 12.8 (55.0)                                                                        | 15.0 (59.0)                                                                        | 17.8 (64.0)                                                                        | 18.9 (66.0)                                                                        | 17.8 (64.0)                                                                        | 18.9 (66.0)                                                                        | 18.9 (66.0)                                                                        | 20.0 (68.0)                                                                        | 17.2 (63.0)                                                                        | 12.2 (54.0)                                                                        | 10.0 (50.0)                                                                        | 9.4 (48.9)                                                                         |
| Lượng mưa trung bình mm (inches)                                                   | 3.7 (0.15)                                                                         | 4.7 (0.19)                                                                         | 29.0 (1.14)                                                                        | 57.3 (2.26)                                                                        | 149.7 (5.89)                                                                       | 214.1 (8.43)                                                                       | 192.6 (7.58)                                                                       | 208.9 (8.22)                                                                       | 287.7 (11.33)                                                                      | 199.6 (7.86)                                                                       | 51.3 (2.02)                                                                        | 7.3 (0.29)                                                                         | 1.405,9 (55.36)                                                                    |
| Số ngày mưa trung bình (≥ 0.1 mm)                                                  | 1.5                                                                                | 0.7                                                                                | 3.2                                                                                | 7.6                                                                                | 17.0                                                                               | 18.0                                                                               | 17.6                                                                               | 17.6                                                                               | 17.4                                                                               | 15.4                                                                               | 6.4                                                                                | 2.0                                                                                | 124.4                                                                              |
| Độ ẩm tương đối trung bình (%)                                                     | 59                                                                                 | 59                                                                                 | 58                                                                                 | 59                                                                                 | 66                                                                                 | 70                                                                                 | 71                                                                                 | 73                                                                                 | 75                                                                                 | 75                                                                                 | 68                                                                                 | 64                                                                                 | 66                                                                                 |
| Nguồn: Deutscher Wetterdienst                                                      |                                                                                    |                                                                                    |                                                                                    |                                                                                    |                                                                                    |                                                                                    |                                                                                    |                                                                                    |                                                                                    |                                                                                    |                                                                                    |                                                                                    |                                                                                    |

## Kinh tế

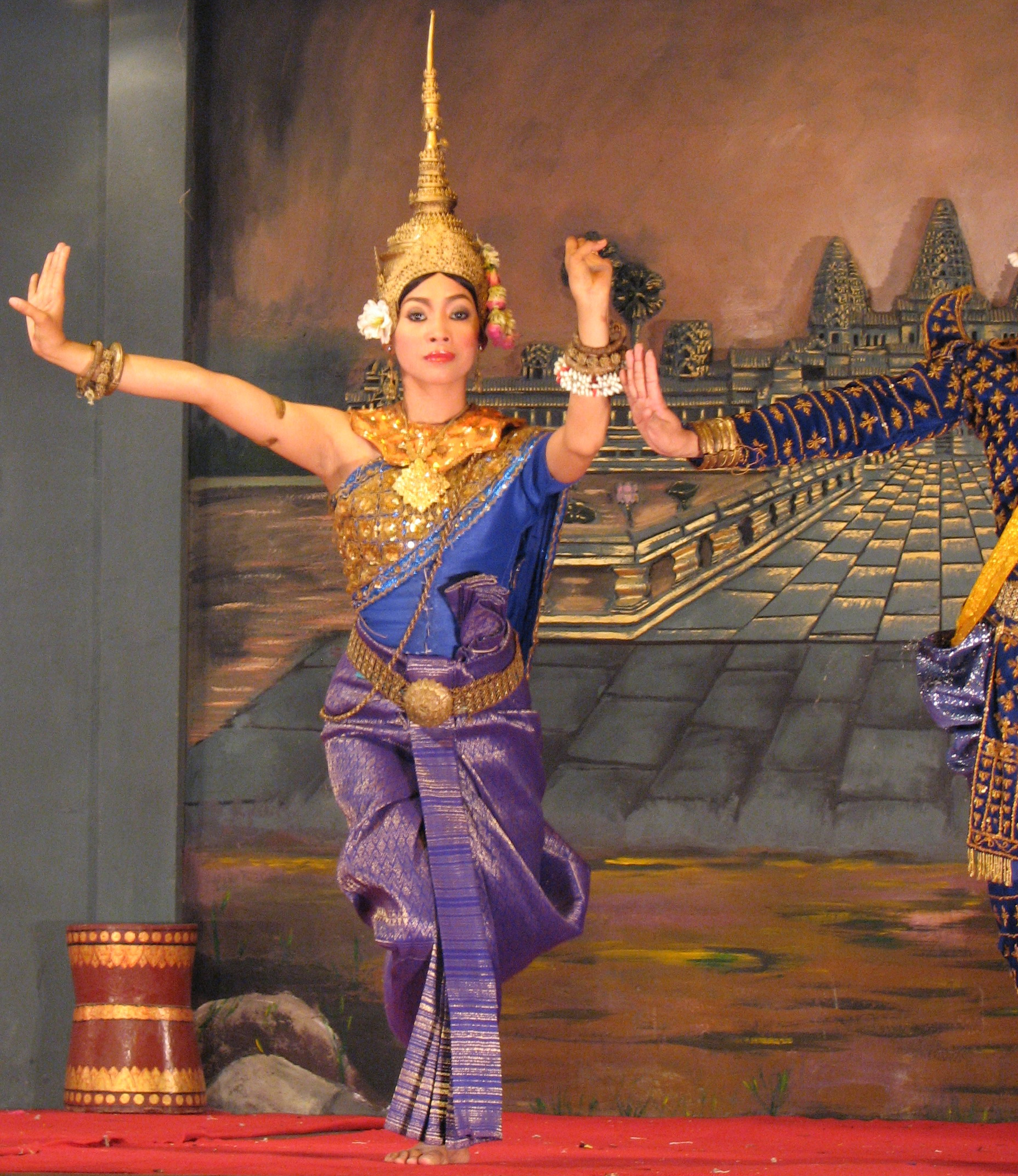
Điệu múa Apsara trong một nhà hàng

Du lịch đóng một vai trò rất quan trọng của nền kinh tế Siem Reap - ước tính vào năm 2010 rằng hơn 50% công ăn việc làm trong thị trấn có liên quan đến ngành du lịch. Thành phố đã chứng kiến một sự gia tăng lớn trong thương mại du lịch trong vài thập kỷ sau khi kết thúc thời Khmer Đỏ, và các doanh nghiệp tập trung vào du lịch đã phát triển mạnh do sự bùng nổ du lịch. Số lượng khách tham quan không đáng kể vào giữa những năm 1990, nhưng đến năm 2004, hơn nửa triệu du khách nước ngoài đã đến tỉnh Siem Reap năm đó, chiếm 50% của tất cả khách du lịch nước ngoài trên toàn lãnh thổ Campuchia. Đến năm 2012, số lượng khách du lịch đã đạt hơn hai triệu. Một số lượng lớn các khách sạn đã nổi lên trong thành phố, từ các khách sạn 5 sao và khu nghỉ dưỡng sang trọng đến hàng trăm nhà nghỉ bình dân.
Một loạt các cửa hàng trên đường phố trong khu vực Psar Chas, cũng như các nhà hàng, quán bar và câu lạc bộ đêm phục vụ khách du lịch trong nước và quốc tế. Các doanh nghiệp này sử dụng hàng nghìn nhân viên là người dân địa phương ở Siem Reap hoặc đã di cư từ các tỉnh lân cận.
Một số lượng lớn các tổ chức NGO và các tổ chức phi lợi nhuận khác hoạt động trong và xung quanh Siem Reap, và họ đóng một vai trò quan trọng trong nền kinh tế, cũng như giúp phát triển nó trong tương lai. Hàng ngàn người nước ngoài tìm nhà định cư ở thành phố và họ cũng có một tác động đáng kể đến nền kinh tế.

## Các địa danh

### Angkor Wat

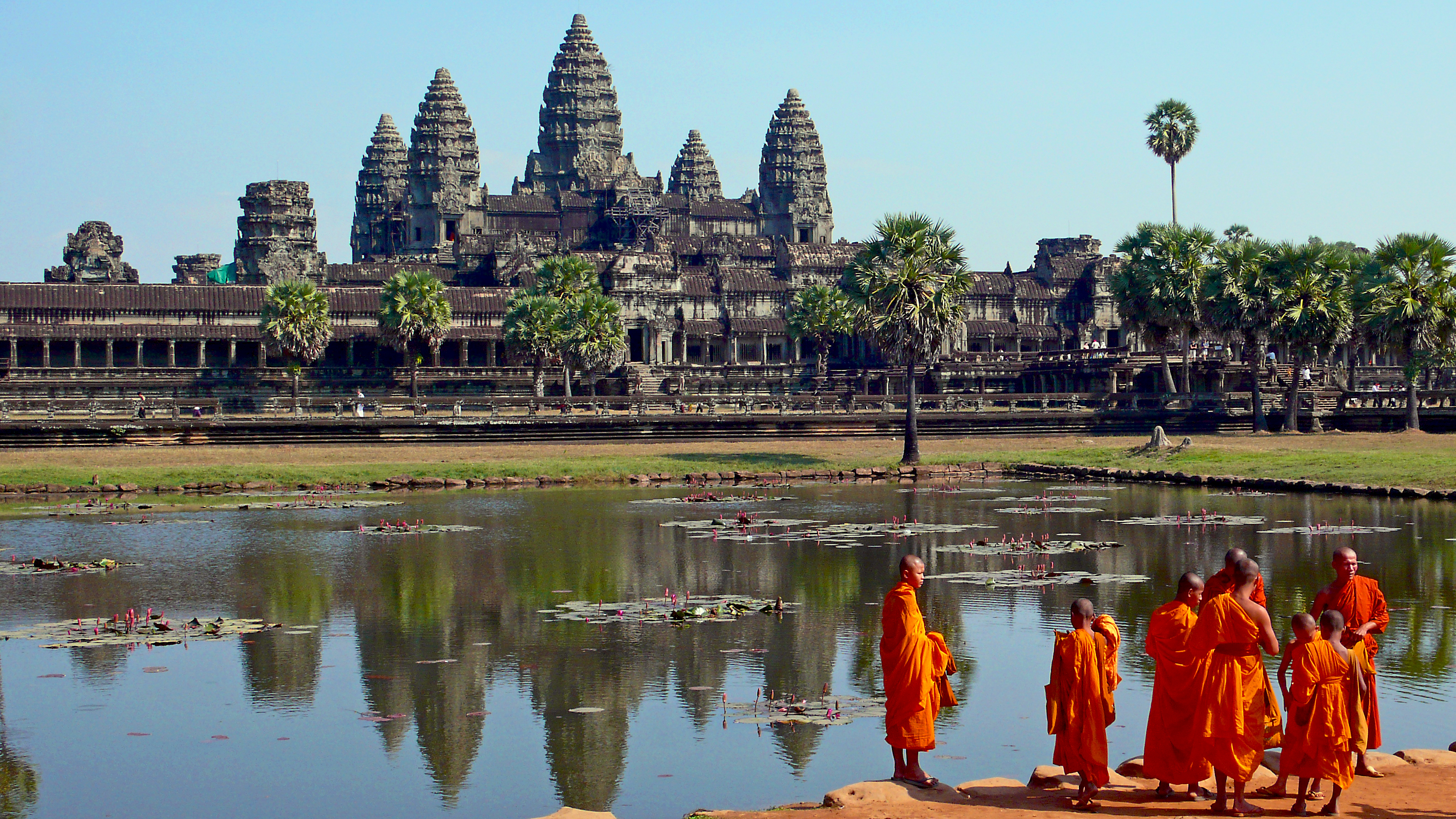
Những nhà sư đứng trước Angkor Wat

Đền Angkor Wat (ngôi đền Wat) là nét đặc trưng trung tâm của Di sản Thế giới được UNESCO công nhận là di sản thế giới của Angkor. Loạt tháp năm tầng của Angkor Wat lên đến đỉnh điểm trong một tòa tháp trung tâm ấn tượng tượng trưng cho núi Meru huyền thoại. Hàng ngàn feet của không gian tường được bao phủ bằng cách khắc phức tạp mô tả những cảnh từ thần thoại Hindu. Điều quan trọng nhất là phù điêu khắc Bas của những câu chuyện Hindu. Họ kể một câu chuyện về các vị thần chiến đấu với ma quỷ để lấy lại trật tự mà chỉ có thể đạt được bằng cách phục hồi tinh hoa của cuộc sống được gọi là amrita. Các vị thần và ma quỷ phải làm việc cùng nhau để giải phóng nó và sau đó chiến đấu để đạt được nó.

### Angkor Thom

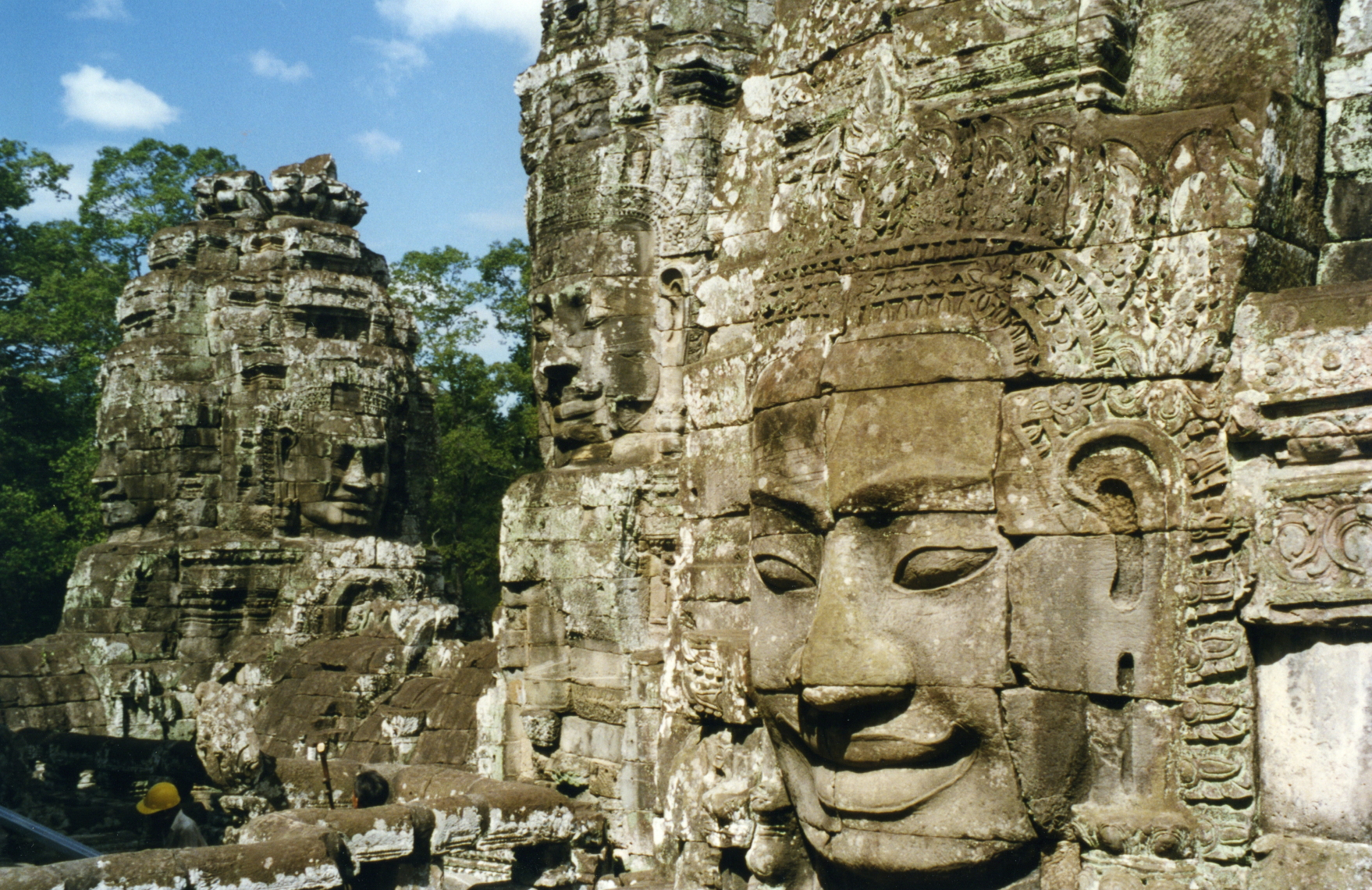
Tháp Bayon ở Angkor Thom

Angkor Thom là một kinh đô hoàng gia bên trong được xây dựng bởi Jayavarman VII, "Warrior King" nổi tiếng của Đế chế, vào cuối thế kỷ 12 và nổi tiếng với các ngôi đền, đặc biệt là Bayon. Các địa điểm đáng chú ý khác là Baphuon, Phimeanakas, Sân Voi và Sân Vua Cùi. Quần thể này có thể được tham quan thông qua 5 cổng, một ở mỗi điểm hồng y và Cổng Chiến thắng trên bức tường phía đông.

### Các ngôi đền khác
Một số ngôi đền quan trọng được rải rác xung quanh Angkor Wat và Angkor Thom trong Công viên Angkor, bao gồm Ta Prohm, Preah Khan, Banteay Kdei, Phnom Bakheng, Ta Keo, Ta Som, Đông Mebon, Pre Rup và Neak Pean. Những ngôi đền này có thể được viếng thăm dọc theo mạch lớn hoặc các tuyến mạch nhỏ. Các địa điểm khác là nhóm đền Roluos nằm ở phía đông của Siem Reap.

### Bảo tàng Chiến tranh Campuchia
Bảo tàng Chiến tranh Campuchia bao gồm ba thập niên cuối của thế kỷ 20 khi Khmer Đỏ hoạt động ở Campuchia. Có một loạt các loại xe, pháo binh, vũ khí, mìn và thiết bị trưng bày. Bảo tàng đang sử dụng bởi các hướng dẫn viên là những cựu chiến binh chiến tranh đã chiến đấu cho quân đội Campuchia, Khmer Đỏ hoặc quân đội Việt Nam.

### Bảo tàng Quốc gia Angkor
Khai trương vào ngày 12 tháng 11 năm 2007, Bảo tàng Quốc gia Angkor mang đến cho du khách một sự hiểu biết tốt hơn về kho báu khảo cổ của khu vực. Kỷ nguyên vàng của Vương quốc Khmer được trình bày, bao gồm cả việc sử dụng công nghệ đa phương tiện hiện đại. Bảo tàng bao gồm lịch sử Khmer, văn minh và di sản văn hóa trong tám phòng trưng bày.

### Chợ
Chợ cũ hoặc Psah Chas nằm giữa Pub Street và sông Siem Reap, và cung cấp một hỗn hợp quà lưu niệm cho khách du lịch và một loạt các sản phẩm, thực phẩm và các mặt hàng khác thuộc đặc sản địa phương.
Các chợ khác ở Siem Reap bao gồm Chợ đêm Angkor nằm ngoài đường Sivutha, Phsar Kandal (Chợ trung tâm) nằm ở phố Sivutha, nơi phục vụ khách du lịch, và Phsar Leu (The Upper Market) nằm xa hơn dọc theo Quốc lộ 6 nhưng là thị trường lớn nhất của Siem Reap được người dân địa phương sử dụng. The Made in Cambodia Market (ban đầu được gọi là "Well Made in Cambodia") là một chợ đêm cho khách du lịch ở Siem Reap, nơi tất cả các sản phẩm được bán nên được sản xuất tại Campuchia. Chợ tổ chức các buổi biểu diễn hàng ngày và các sự kiện khác trên Đường King's.

### Cuộc sống về đêm

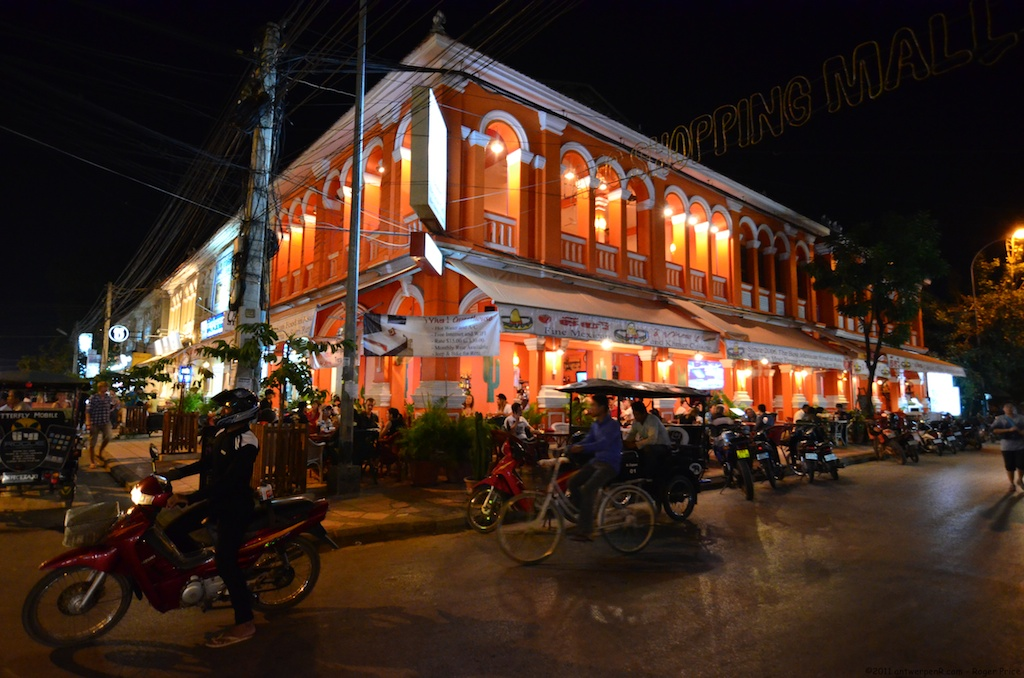
Cuộc sống về đêm ở Siem Reap

Phần lớn các quán bar và quán rượu ở Siem Reap tập trung trên một dải gọi là Pub Street và đó là những con hẻm xung quanh. Mặc dù yên bình trong ngày, các đường phố trong khu phố Pub Street, chỉ cách khối Psah Chas lịch sử (chợ Cũ) một đoạn đi bộ, trở nên sống động về đêm với ánh sáng và âm nhạc. Khách du lịch, cả trong và ngoài nước, bắt đầu vào các quán bar và quán rượu và tận hưởng không khí sôi động vào ban đêm.
Bắt đầu vào cuối những năm 90 bởi một doanh nghiệp địa phương gọi là Angkor What? Bar và những dịch vụ tiếp theo là đối thủ của nó, Temple Bar, từ phía bên kia đường, phố Pub thường được xem là điểm tham quan không thể bỏ qua ở Siem Reap.

## Giao thông

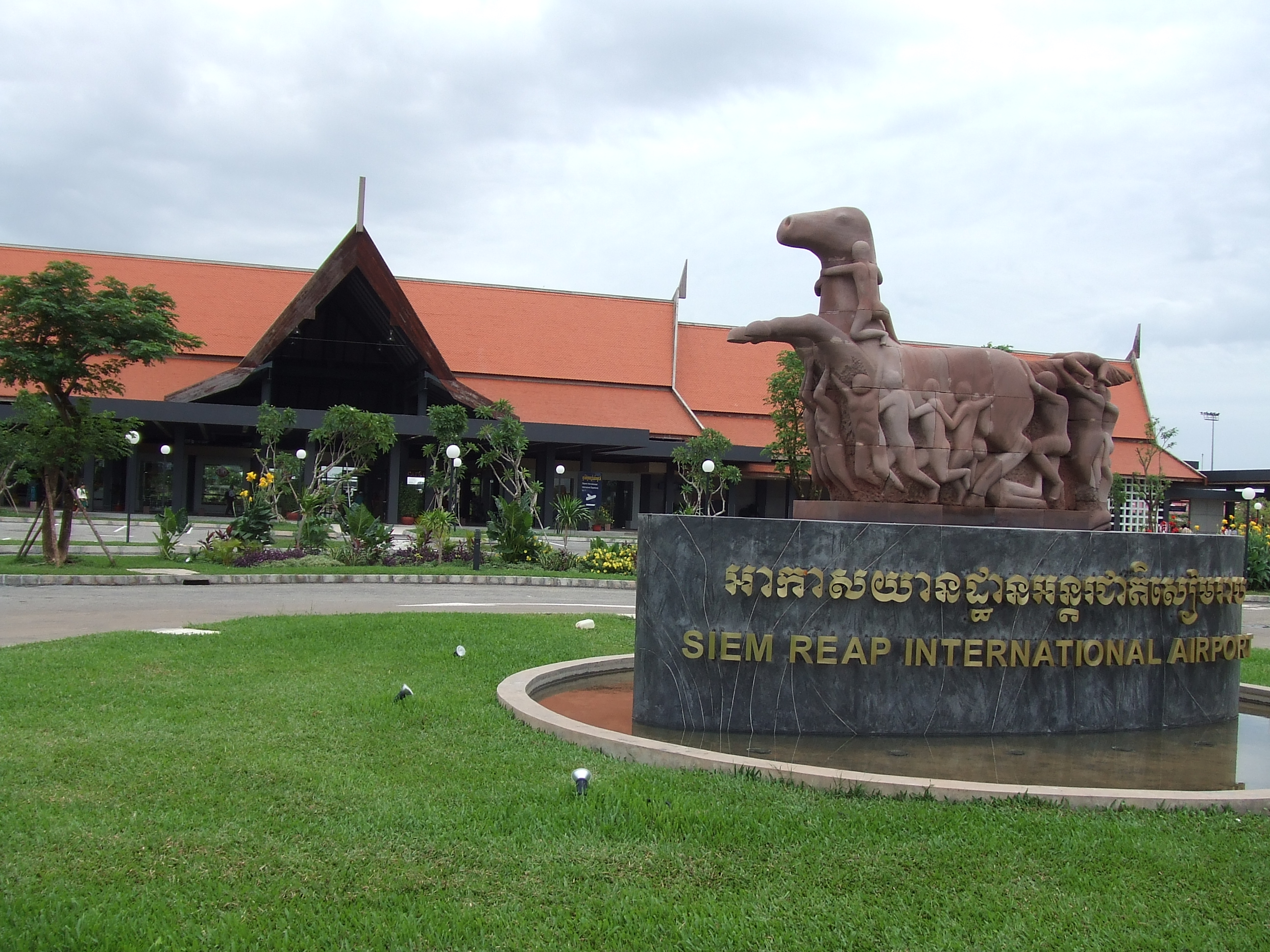
Sân bay quốc tế Angkor.

Trung tâm Siem Riep cách sân bay quốc tế Angkor (IATA code REP) 7 km và có thể đến được bằng các chuyến bay thẳng từ nhiều thành phố châu Á, và bằng đường bộ từ Phnôm Pênh và biên giới từ Thái Lan. Nó cũng có thể đến bằng thuyền (thông qua hồ Tonle Sap) và xe buýt từ Phnôm Pênh và Battambang. Một sân bay mới được lên kế hoạch xây dựng, cách Siem Reap 60 km (37 dặm). 

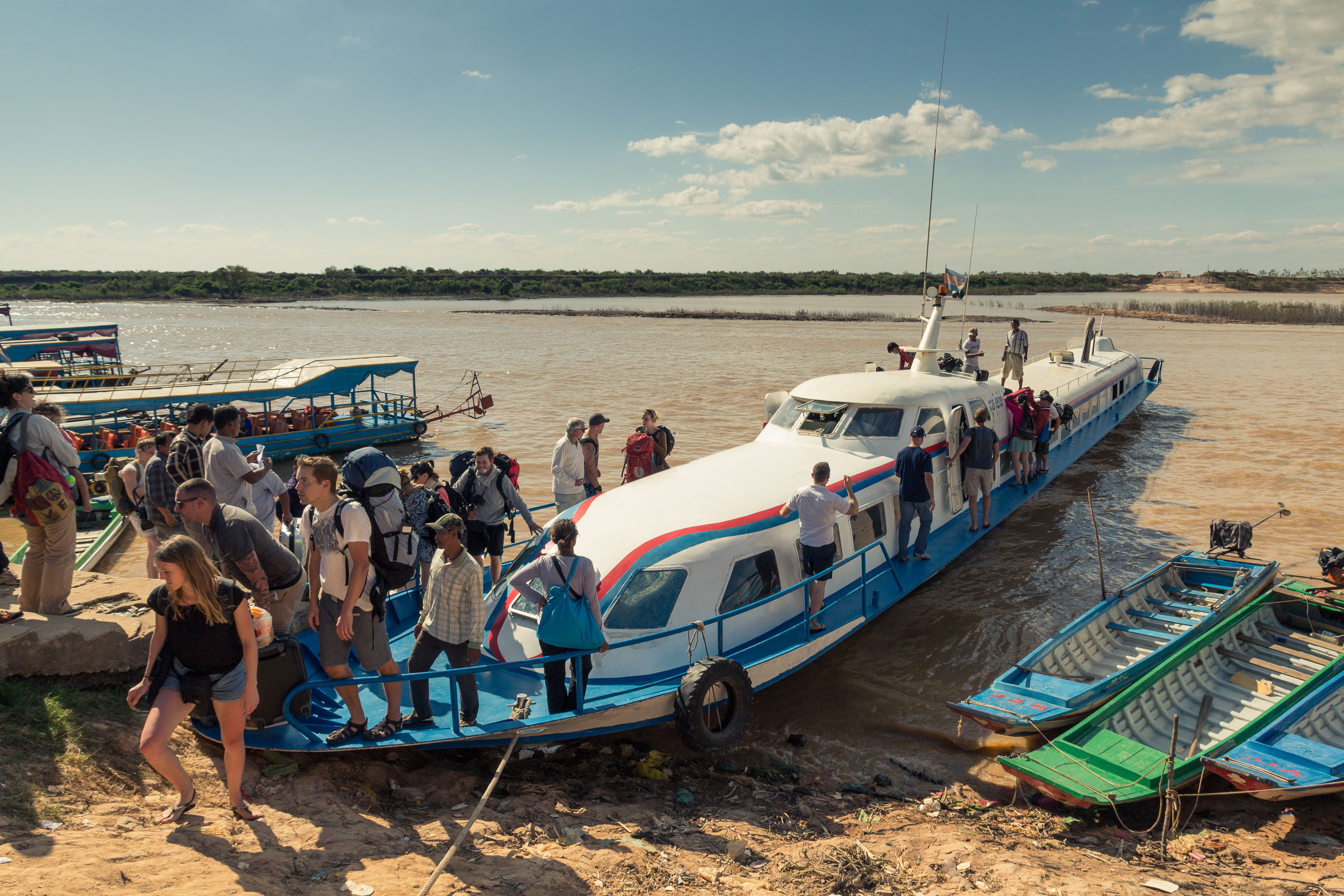
Một chiếc phà từ Phnôm Pênh đến Siem Reap

Có thể đi từ Bangkok đến Siem Reap qua Poipet. Con đường từ Poipet đến Siem Reap mới được trải nhựa và niêm phong vào năm 2013. Nếu du khách đi taxi từ Bangkok đến Poipet và từ Poipet đến Siem Reap, có thể hoàn thành toàn bộ hành trình trong vòng 6-10 giờ đồng hồ, tùy thuộc vào thời gian qua biên giới. Hành trình này cũng có thể bằng xe buýt và xe buýt nhỏ. Vé có thể được mua trực tuyến thông qua trang web chính thức của Nattakan. Đến Siem Reap từ Bangkok cũng có thể bằng tàu hỏa qua ga Aranyaprathet đến biên giới với Campuchia và sau đó thông qua các xe buýt mini hoặc taxi chung đến Siem Reap.